# الشيق
الشيق قرية سعودية، تتبع محافظة الكامل في منطقة مكة المكرمة. تقع شمال مكة المكرمة بمسافة تقارب (170) كم. وتبعد عن الكامل مسافة 11 كم.